# Chorebus dagda
Chorebus dagda är en stekelart som först beskrevs av Nixon 1943.  Chorebus dagda ingår i släktet Chorebus och familjen bracksteklar. Inga underarter finns listade i Catalogue of Life.